# 안 페트렌
안 페트렌(Ann Petrén, 1954년 5월 25일 ~ )은 스웨덴의 배우이다. 제39회, 제47회 굴드바게상 여우주연상 수상자이다.

## 출연 작품
- 경계선 (2018)
- 할라할라 (2014)
- 킬리만자로 (2013)
- 에스킬 & 트리니다드 (2013)
- 해피 엔드 (2011)
- 바다 (2009)
- 달레카리안 (2005)
- 여름 이야기(영어판) (2000)